# Samenwerkende Elektriciteits-Productiebedrijven
De SEP (N.V. Samenwerkende Elektriciteits-Productiebedrijven) was een van 1949 tot 2000 opererend samenwerkingsverband van elektricteitsproducenten in Nederland.
N.V. Samenwerkende Elektriciteits-Productiebedrijven (SEP) werd in 1949 opgericht en had uitsluitend Nederlandse productiebedrijven van elektriciteit als aandeelhouder. De SEP speelde een belangrijke rol bij de wederopbouw van het netwerk na de Tweede Wereldoorlog en de uitbouw van het netwerk om aan de toenemende vraag naar stroom te kunnen voorzien. Voor de oorlog was de productie veelal in handen van provinciale of gemeentelijk instanties. Om de netwerken te koppelen was standaardisatie noodzakelijk. De SEP werd verantwoordelijk voor de aanleg van het hoogspanningsnet of koppelnet die de diverse netten met elkaar moest verbinden. Elk bedrijf bleef wel verantwoordelijk voor de stroomopwekking binnen het eigen werkgebied. Met het koppelnet konden centrales in de buurt de levering van elektriciteit overnemen als de centrale in de eigen regio zou uitvallen. De leveringszekerheid werd hiermee verhoogd.
In 1953 voltooide de SEP het landelijk koppelnet. Het zuiden, midden en westen van Nederland waren hierbij voorzien van een net met 150 kV bedrijfsspanning en de provincies Groningen, Friesland en Overijssel waren voorzien van een net met 110 kV bedrijfsspanning. Het bewakingscentrum van de SEP verscheen op het toenmalige KEMA-terrein in Arnhem.
Door de toenemende vraag was een uitbreiding van het koppelnet noodzakelijk, in 10 jaar tijd was de vraag naar elektriciteit ruimschoots verdubbeld. In 1965 begon de SEP te werken aan een landelijk net van 380 kV waarvan het eerste deel, tussen Maasbracht en Krimpen aan de IJssel, in 1969 in gebruik werd genomen. Het net werd ook versterkt met verbindingen van 220 kV. Verder waren er meer centrales noodzakelijk om de stroom te produceren. Door de beschikbaarheid van grote hoeveelheden aardgas in Groningen was dit de brandstof bij voorkeur. In 1970 ondertekenden de elektriciteitsproductiebedrijven samen met de SEP een overeenkomst om jaarlijks een Elektriciteitsplan op te stellen voor de uitbreiding van het productievermogen. In dit plan werden de plannen voor bestaande en nieuwe centrales opgenomen en voor het koppelnet. Het plan was voor de komende negen jaar opgesteld, waarbij de eerste vijf jaar vastlag en voor de laatste vier jaar van de planperiode waren nog aanpassingen mogelijk.
In de jaren 90 bereikte het vrijemarktdenken ook de energiemarkt. In de Elektriciteitswet van 1989 werd al melding gemaakt van een scheiding van productie en distributie. Om de productie efficiënter te laten verlopen, werd gestreefd naar schaalvergroting. Een minimum opgesteld vermogen van 2500 megawatt (MW) werd genoemd met een consolidatiegolf tot gevolg waarbij kleine en lokale producenten op gingen in grotere bedrijven. De rol van de SEP bleef het beheer van het koppelnet, inclusief de import van elektriciteit uit het buitenland om vraag en aanbod in evenwicht te houden. De import van stroom was tot en met 1980 nog zeer bescheiden, maar begon na 1981 toe te nemen. De export van stroom bleef hierop ver achter en ging pas na 1998 een rol van enige betekenis spelen.
In hetzelfde decennium werd het 380 KV net afgerond. Er waren aftakkingen naar de kust, op de Maasvlakte en in de Eemshaven waren grote centrales gebouwd of in aanbouw. Deze vervingen oudere en kleinere centrales in het binnenland. Langs de kust was voldoende koelwater beschikbaar en de aanvoer van steenkool en later biomassa was gemakkelijker en goedkoper.
In 1998 werd een nieuwe Elektriciteitswet aangenomen. Deze was gebaseerd op de Europese Electriciteitsrichtlijn en betekende een verder liberalisering. Tot dan waren alle grote elektriciteitscentrales direct of indirect eigendom van gemeentes en provincies, die wel samenwerkten in de SEP. De SEP functioneerde feitelijk als een kartel. Elektriciteitsproductie en planning van de bouw van centrales werden door de SEP geregisseerd. Hierbij hielden de SEP-partners zelf de verantwoordelijkheid om de productie op peil te houden. De nieuwe wet maakte een dergelijk samenwerking onmogelijk met als gevolg dat SEP in 2000 werd opgeheven. De overgebleven gereguleerde publieke taken van de SEP werden overgenomen door netbeheerder TenneT.